# Klaus Ulrich Leistikow
Klaus Ulrich Leistikow (* 15. April 1929 in Stettin; † 19. Januar 2002 in Frankfurt am Main) war ein deutscher Botaniker und Professor an der Johann Wolfgang Goethe-Universität Frankfurt am Main. Leistikow galt insbesondere als Experte auf dem Gebiet der Paläobotanik.
Sein botanisches Autorenkürzel lautet „Leistikow“.

## Leben und berufliches Wirken
Klaus Ulrich Leistikow studierte Botanik, Geologie und Paläontologie sowie Chemie und Philosophie an der in Universität zu Köln, an der Universität Tübingen sowie in Glasgow, London und Manchester. Seine 1962 im Druck erschienene Doktorarbeit verfasste er in Tübingen über „Die Wurzeln der Calamitaceae“, einer fossilen Familie der Schachtelhalme.
Als Postdoc war Leistikow zunächst wissenschaftlicher Mitarbeiter am Botanischen Institut der Universität Tübingen, später folgte im gleichen Institut eine Festanstellung als Akademischer Rat. Von 1970 bis 1972 hatte er eine Gastprofessur an der Universidade Federal do Rio Grande do Sul in Porto Alegre (Brasilien) inne, danach ging er zurück nach Tübingen. Im Jahr 1979 gehörte er zu den Autoren der Erstbeschreibung von Brasilodendron, einer Gattung der Bärlappgewächse aus dem Perm Brasiliens.
Von 1974 bis zu seiner Pensionierung im Jahr 1994 war Leistikow Professor für Botanik am Botanischen Institut der Goethe-Universität in Frankfurt am Main. Danach stellte er seine Fachkenntnisse der Senckenbergischen naturforschenden Gesellschaft zur Verfügung, als deren ehrenamtlicher Mitarbeiter er bis zu seinem Tod aktiv blieb. Schwerpunkte seiner wissenschaftlichen Tätigkeit im Bereich der Paläobotanik waren die fossilen Calamiten (wichtige Steinkohlenbildner), die Phylogenie der Equisetales, die Eroberung des Festlandes durch die Pflanzen sowie paläozoische Hölzer, in der Rezentbotanik die Biomechanik und die Wuchsformen von Gehölzen sowie die Einwanderungsgeschichte speziell nordamerikanischer Gehölz-Arten in Europa.
International bekannt wurde Klaus Ulrich Leistikow durch seine Beteiligung an einem seit 2002 mehrfach neu aufgelegten, dreisprachigen Buchprojekt. Zwischen 1888 und 1913 hatte der US-amerikanische Arzt und Botaniker Romeyn Beck Hough (1857–1924) 14 Bände unter dem Titel The American Woods: exhibited by actual specimens and with copious explanatory text publiziert. Das Besondere dieser Fachbuchreihe für das Studium von Bäumen und Holzarten waren die auf Tafeln beigefügten, echten Furniermuster. Der auf Bildbände spezialisierte Kölner Verlag Taschen GmbH fertigte von einem gut erhaltenen Original dieses Werks Faksimiles aller Furniere an und publizierte sie unter dem Titel Romeyn B. Hough: The Woodbook. The Complete Plates. Zu allen, alphabetisch geordneten Baum- und Holzarten verfasste Klaus Ulrich Leistikow eine deutschsprachige Beschreibung, die anschließend ins Englische und Französische übersetzt und den Abbildungen dreisprachig beigegeben wurde.
Leistikow verstarb am 19. Januar 2002 an seinem Arbeitsplatz in einer Außenstelle des Forschungsinstituts Senckenberg in Frankfurt-Bockenheim.
Georg Zizka, Abteilungsleiter Botanik und Molekulare Evolutionsforschung und Leiter des Herbarium Senckenbergianum, schrieb in seinem Nachruf: „Über die Botanik hinaus galt sein besonderes Interesse der Wissenschafts- und Kulturgeschichte. Sein beeindruckendes, umfassendes Wissen ermöglichte es ihm, botanisch-paläobotanische Wissenschaft, ihre Theorien und deren Wandel im gesellschaftlichen und historischen Kontext darzustellen und zu interpretieren. Klaus Ulrich Leistikow war ein hervorragender Hochschullehrer, der durch Eloquenz, Wissen und didaktische Begabung seine Studierenden für die Botanik zu begeistern vermochte und bei vielen bleibende Eindrücke hinterlassen hat.“

## Schriften (Auswahl)
- Die Wurzeln der Calamitaceae. Eberhard-Karls-Universität zu Tübingen, 1962.
- Unsere Parkbäume aus Nordamerika. Der Palmengarten, Sonderheft 20, 1993.
- Zur Entwicklungsgeschichte der Pflanzen – ein didaktisches Modell. In: Palmarum Hortus Francofortensis (Wissenschaftliche Berichte des Frankfurter Palmengartens), Nr. 2, Frankfurt am Main 1990, Inhaltsübersicht (Memento vom 19. Juli 2011 im Internet Archive)
- mit Hans-Joachim Conert: Zur Natur im Volkspark Niddatal: geo- und biologische Perspektiven. Botanisches Institut und Botanischer Garten der Johann Wolfgang Goethe-Universität, Frankfurt am Main 1990.

## Belege
1. ↑  Leistikow, Klaus Ulrich (1929–2002) im International Plant Names Index, zuletzt abgerufen am 3. Mai 2022.
2. ↑  Klaus Ulrich Leistikow †. Nachruf in: Der Palmengarten. Nr. 66, Frankfurt am Main 2002, S. 77–78.
3. ↑  William G. Chaloner, Klaus U. Leistikow und Alison Hill: Brasilodendron gen. nov. and B. pedroanum (Carruthers) comb. nov., a permian lycopod from Brazil. In: Review of Palaeobotany and Palynology. Band 28, Nr. 2, 1979, S. 117–136, doi:10.1016/0034-6667(79)90004-6.
4. ↑  Klaus Ulrich Leistikow: Romeyn B. Hough. The Woodbook. The Complete Plates. Taschen GmbH, Köln 2002, ISBN 978-3-8228-1742-1.
5. ↑  Senckenberg Forschungsinstitut und Naturmuseum Frankfurt am Main: Botanik und Molekulare Evolutionsforschung
6. ↑  Nachruf: Klaus Ulrich Leistikow. Von Georg Zizka. In: Goethe-Universität Frankfurt am Main (Hrsg.):  Uni-Report. Nr. 35 vom 13. Dezember 2002, S. 23.

| Personendaten    | Personendaten                                       |
| ---------------- | --------------------------------------------------- |
| NAME             | Leistikow, Klaus Ulrich                             |
| ALTERNATIVNAMEN  | Leistikow, Klaus Ulrich Walter (vollständiger Name) |
| KURZBESCHREIBUNG | deutscher Botaniker und Paläobotaniker              |
| GEBURTSDATUM     | 15. April 1929                                      |
| GEBURTSORT       | Stettin                                             |
| STERBEDATUM      | 19. Januar 2002                                     |
| STERBEORT        | Frankfurt am Main                                   |